# Новокрещённых, Николай Никифорович
Никола́й Ники́форович Новокрещённых (24 ноября [6 декабря] 1842, Юговские заводы — 17 [30] марта 1902, Пермь) — российский горный инженер, краевед, археолог, первооткрыватель Гляденовского костища. Управляющий Чёрмозским и Кизеловским заводами и соляными промыслами в 1874—1889 годах, член УОЛЕ, основатель Пермского отделения УОЛЕ и его первый председатель, председатель Пермской губернской учёной архивной комиссии в 1893—1898 годах.

## Биография
Родился 24 ноября 1842 года в посёлке Юговского завода в семье унтер-шихтмейстера Никифора Абрамовича и Александры Фёдоровны Новокрещённых.
Учился в окружном училище Юговского завода. В 1859 году поступил в Петербургский технологический институт в качестве пенсионера горного ведомства. Во время учёбы Николай Никифорович имел неосторожность опубликовать ходатайство сделать технологический институт открытым учебным заведением, за что был отчислен и отправлен на работу в монетный двор. По просьбе начальника монетного двора К. Ф. Бутенева и приказу министра финансов М. Х. Рейтерна вернулся в институт к началу экзаменов, которые сдал с отличием.
После окончания института в 1863 году Новокрещённых был направлен на службу на Пермские казённые заводы, где 1 ноября 1863 года был назначен заведующим рудниками Палыгорской дистанции с годовым жалованьем в 172 рубля. В апреле—сентябре 1864 года служил в Екатеринбурге мастером механической фабрики с месячным окладом в 25 рублей. В конце 1864 года Новокрещённых отправил заявку и диссертационную работу в пермскую контору горного правления для получения звания инженера-технолога. Будучи стеснённым в денежных средствах, Николай Никифорович не имел возможности заказать необходимую литературу для изучения опыта работы других отечественных и зарубежных горных заводов. Из-за отсутствия в работе этой информации его диссертация была отклонена с предложением выбрать новую тему для исследования. Вторая диссертация на тему «Обезуглероживание чугуна» не была им закончена.
В сентябре 1864 года Новокрещённых был приглашён в контору Верх-Исетских заводов графини Н. А. Стенбок-Фермор, где начал службу управляющим Нижне-Верхнейвинского завода, совмещая эту работу с обязанностями помощника управляющего округом А. И. Роджера. После этого занимался добычей золота, управлял медеплавильным заводом в 16 верстах от Екатеринбурга до августа 1870 года.
В 1870 году переехал в Петербург, где занимался изучением литературы о золотопромышленности, издав несколько брошюр по горному делу и геологии. Сдав экзамен в Министерстве путей сообщения, 30 декабря 1870 года получил диплом, дающий право на строительство гражданских зданий. В этот же период Новокрещённых представил на рассмотрение Петербургского технологического общества собственный проект конструкции машины для промывки золота, отмеченный благодарностью Иркутского отделения общества.
С ноября 1871 года служил управляющим Абаканским заводом. В 1873 году принимал участие во Всемирной выставке в Вене. Осенью 1873 года переехал на Урал, где в мае 1874 года был назначен управляющим Кизеловского горнозаводского округа княгини Е. X. Абамелек-Лазаревой. Заслужив доверие заводовладельцев, в мае 1875 года был назначен главным управляющим всего пермского имения Абамелек-Лазаревых, получив соответствующее письмо от её супруга и распорядителя имением С. Д. Абамелек-Лазарева. В этой должности Николай Никифорович занимался модернизацией оборудования, повышением эффективности производств и развитием кадров. К его заслугам относят оптимизацию загрузки шихты в домну, повлёкшую за собой повышение производительности печи. Он докладывал С. Д. Абамелек-Лазареву о неприемлемом уровне брака на заводах, о необходимости организации женских училищ, ходатайствовал о назначении пенсий травмированным на производстве мастеровым и вдовам и детям умерших работников. В. И. Немирович-Данченко, посетивший в 1876 году Чёрмозский и Кизеловские заводы и беседовавший с управляющим, опубликовал в 1904 году очерки «Кама и Урал», в которых отмечал заслуги Новокрещённых в развитии хозяйства Абамелек-Лазаревых, называя его одном из лучших горнозаводских деятелей Пермского края.
В период службы на Урале Николай Никифорович начал заниматься краеведческими исследованиями, собирая и изучая архивную информацию по истории Чёрмозского и Кизеловского заводов. Будучи противником передачи в казну частных горных заводов, Новокрещённых составил по этой теме несколько записок. Также его авторству принадлежат записки о рациональной организации лесного хозяйства в заводском имении Абамелек-Лазаревых и объёмный отчёт о состоянии лесных угодий на территории дачи Полазнинского завода. В 1874 году вышли его работы, посвящённые Пышминско-Ключевскому медному руднику, а также статьи о горных породах и минералах дачи Верх-Нейвинского завода. В Чёрмозе он написал работы «Заметка о зобной эпидемии» и «Кизеловский завод», опубликованные в 1880 году в «Трудах УОЛЕ». Но наибольшую известность ему принесла опубликованная в 1889 году в Петербурге хроника Чёрмозского завода под названием «Чёрмозский завод, его прошлое, настоящее и летопись событий». При этом Н. И. Павленко, подтверждая историческую ценность издания, отмечал предвзятость автора по отношению к заводовладельцам.
20 октября 1875 года Новокрещённых был возведён в потомственные почётные граждане. В 1876—1879 годах по совместительству работал мировым судьёй Соликамского уезда.
В 1888 году по совету докторов вышел в отставку, летом того же года переехал в Пермь, где жил своей смерти жил в собственном доме. В отставке занимался краеведческой и общественной деятельностью, а также археологией. Будучи членом Императорской археологической комиссии, производил раскопки в нескольких уездах Пермской губернии. Николай Никифорович Новокрещённых является первооткрывателем и исследователем одного из крупнейших археологических памятников Древнего Прикамья — Гляденовского костища в районе Нижних Муллов, давшего название одной из археологических культур. В ходе экспедиций и раскопок 1896—1897 годов более 24 000 найденных предметов были подарены Новокрещённых Пермскому научно-промышленному музею.
Помимо научных исследований Николай Никифорович занимался общественной деятельностью. В разные периоды он занимал должности гласного Пермского уездного земства и городской Думы, почётного мирового судьи, директора Губернского попечительского комитета о тюрьмах, попечителя Пермского исправительного арестантского отделения, члена-казначея Пермского исправительного приюта для несовершеннолетних преступников, члена попечительного совета Пермского общества попечения об освобождаемых из мест заключения, членом учётно-ссудного комитета Пермского отделения Госбанка и другие.
Будучи членом Уральского общества любителей естествознания со штаб-квартирой в Екатеринбурге, в 1890 году Новокрещённых выступил с инициативой создания Пермского отделения общества и музея при нём. На первом заседании Пермской комиссии УОЛЕ, состоявшемся 15 ноября 1890 года, Новокрещенных был избран главой комиссии. Он председательствовал в Пермской комиссии с 1890 по 1898 год, параллельно занимая должность председателя Пермской учёной архивной комиссии в 1893—1898 годы. В 1895 году избран почётным членом Пермской комиссии УОЛЕ.
Николай Никифорович скончался от пневмонии 17 марта 1902 года в Перми. Похоронен на Архиерейском кладбище.

## Семья
В период работы в Кизеле и Чёрмозе Николай Никифорович женился на дочери чиновника Марии Афанасьевне. У пары было восемь детей: шесть девочек и двое мальчиков. Пятеро детей скончались в детстве. Николай Никифорович и Мария Афанасьевна воспитывали Марию (1875), Елизавету (1883) и Раису (1884). В начале 1890-х годов в Перми в семье Новокрещённых родились ещё две дочери Нина и Валентина.